# Myxas glutinosa
Myxas glutinosa е коремоного мекотело от разред Белодробни охлюви, семейство Lymnaeidae.

## Разпространение и местообитания
Видът е разпространен в Европа от Пиренеите до Балтийския регион и на юг до Украйна. Видът предпочита бистри потоци богати на варовикови соли разтворени във водата.

## Морфологични особености
Черупката на охлювчето е с размери 7 – 15 x 6 – 13 mm.